# Nandamuri Taraka Rama Rao
Nandamuri Taraka Rama Rao (ur. 20 maja 1983 w Hajdarabadzie) bardziej znany jako Jr. NTR lub po prostu NTR – indyjski aktor grający w filmach telugu. Jest wnukiem znanego aktora z południa Indii Nandamuri Taraka Rama Rao, który był premierem stanu Andhra Pradesh.

## Filmografia
| Rok  | Film             | Rola                   | grają z                          | Reżyser        | Uwagi                                       |
| ---- | ---------------- | ---------------------- | -------------------------------- | -------------- | ------------------------------------------- |
| 1996 | Bala Ramayanam   | Lord Rama              | Smitha Madhuri                   | Gunasekhar     | debiut                                      |
| 2001 | Ninnu Choodalani | Venu                   | Raveena Rajput                   | V.R.Pratap     |                                             |
| 2001 | Student No. 1    | Aditya                 | Gajala                           | S.S.Raja Mouli |                                             |
| 2001 | Subbu            | Subbu                  | Sonali Joshi                     | R.Suresh Varma |                                             |
| 2002 | Aadi             | Aadi Keshava Reddy     | Keerti Chawla                    | V.V.Vinayak    |                                             |
| 2002 | Allari Ramudu    | Ramakrishna            | Aarti Agarwal, Gajala            | B.Gopal        |                                             |
| 2003 | Naaga            | Naaga                  | Sadha                            | D.K.Suresh     |                                             |
| 2003 | Simhadri         | Simhadri               | Bhoomika Chawla, Ankitha         | S.S.Rajamouli  | Winner Santosham Best Young Performer Award |
| 2004 | Andhrawala       | Shankar Pehalwan/Munna | Rakshitha                        | Puri Jagannadh |                                             |
| 2004 | Samba            | Samba Shiva Naidu      | Bhoomika Chawla, Genilia D’Souza | V.V.Vinayak    |                                             |
| 2005 | Naa Alludu       | Karthik/Murugan        | Shriya Saran, Genilia D’Souza    | Vara Mullapudi |                                             |
| 2005 | Narasimhudu      | Kondaveeti Narasimhudu | Amisha Patel, Sameera Reddy      | B.Gopal        |                                             |
| 2006 | Ashok            | Ashok                  | Sameera Reddy                    | Surendra Reddy |                                             |
| 2006 | Rakhi            | Ramakrishna            | Ileana D’Cruz, Charmy Kaur       | Krishna Vamsi  |                                             |
| 2007 | Yamadonga        | Raja                   | Priyamani, Mamta Mohandas        | S.S.Raja Mouli |                                             |
| 2008 | Kantri           | Kranti                 | Hansika Motwani, Tanisha         | Mehar Ramesh   |                                             |